# Pinus johannis
Pinus johannis je malá mexická borovice s velmi ozdobnými jehlicemi. Je to jediný dvoudomý zástupce celého rodu Pinus.

## Synonyma
- Pinus culminicola varieta johannis
- Pinus discolor.

## Popis
Stálezelený, jehličnatý, dvoudomý a větrosprašný keř nebo strom, dorůstající do výšky 2–4 m. Kmen je většinou násobný a jen vzácně jednotlivý. Větve jsou o 3–4 m vně prodloužené. Koruna je nízká, hustá, zaoblená a rozprostřená. Borka je u mladých stromů hladká a šedá, u starších stromů hrubá a šupinovitá a pouze s mělkými brázdami a hřebeny. Letorosty jsou drsné, tmavošedé, s mírně dolů směřujícími základnami listenů. Jehlice jsou ohebné, vyskytují se ve svazečcích (fasciculus) po 3 (vzácně též po 2 a 4). Jehlice jsou 3–5 cm dlouhé a 0,9–1,2 mm tlusté, se 2 vnějšími a horními pryskyřičnými kanálky, s jediným cévním svazkem, s průduchy (stomata) pouze na spodních površích a s typickým různobarevným vzhledem, protože horní povrchy jsou tmavozelené a spodní povrchy jsou stříbrnomodrošedozelenobílé. Okraje jehlic jsou celistvé; svazečkové pochvy jsou oranžovohnědé, 3 mm dlouhé, pozvolna šednoucí a zkroucené dozadu do růžice, později někdy opadávající.
Samičí (semenné) šištice – šišky (megastrobilus) jsou v prvním roce hnědé, 9–11 mm dlouhé a 5–7 mm široké, rostou po jedné nebo po dvou na krátkých tenkých stopkách, ve zralosti jsou červenohnědé, pryskyřičnaté, obdélníkové, v zavřeném stavu 3–4,5 cm dlouhé a 2–3 cm široké, po rozevření 4–5,5 cm široké; šišky se otevírají ve zralosti a brzy opadávají; stopky šišek jsou 3–4 mm dlouhé a opadávají se šiškami. Šupiny šišek jsou tenké a tuhé, pouze prostředních 3–15 šupin je plodných, šupiny na základnách a vrcholech šišek jsou malé a neplodné. Výrůstky (apophysis) jsou nepravidelně kosodélníkové, malé, tenké, ploché nebo mírně vyvýšené a 10–15 mm široké, se slabým příčným hřebenem. Přírůstek prvního roku (umbo) je horní, snížený, s nepatrným a brzy opadávajícím trnem. Semena jsou tmavooranžovohnědá, 11–14 mm dlouhá a 10 mm široká; s 0,5–1 mm silným a tvrdým osemením a bílým endospermem. Křídla semen jsou nevyvinutá a 0,5–1 mm dlouhá. Děložních lístků (cotyledon) je 6–11.

## Příbuznost
Platnost borovice Pinus johannis jako druhu je zpochybňována, někteří botanici ji považují za synonymum pro borovici Pinus discolor a jiní za varietu borovice Pinus culminicola: Pinus culminicola varieta johannis, nicméně vzhledem k odlišným morfologickým znakům, především mezi všemi borovicemi jedinečnou dvoudomostí, považují mnozí další botanici borovici Pinus johannis za samostatný druh. Borovice Pinus johannis je blízce příbuzná s borovicemi Pinus culminicola a Pinus edulis.

## Výskyt
Domovinou stromu je Mexiko (státy Coahuila, Nuevo León a Zacatecas).

## Ekologie
Borovice Pinus johannis roste v nadmořských výškách 1700–2800 m. Roční srážkové úhrny se pohybují v rozpětí 300–400 mm a průměrná roční teplota je 16 °C, v prosinci a lednu také s mrazy, strom je mrazuvzdorný do −12 °C. Strom tvoří lesy například s borovicemi Pinus cembroides (na strmých svazích na půdách vápencového původu v nadmořských výškách 2700 m ve státě Zacatecas) a Pinus nelsonii (v nadmořských výškách 2800 m ve státě Nuevo León).

## Využití člověkem
Větve tohoto stromu jsou občas využívány jako palivové dříví. Semena borovice Pinus johannis jsou jedlá, a jsou z tohoto důvodu sbírána. Pro své velmi půvabné modrozelené jehlice bývá strom občas pěstován jako okrasa.

## Ohrožení
Protože není borovice Pinus johannis považována organizací IUCN za platný druh, není ani touto organizací ohodnocena z hlediska ohrožení. Strom je nicméně vzácný, jedinečný a zranitelný pro jeho využívání a ztráty přirozeného prostředí, související s rozvojovými činnostmi.